# 澪標 (出版社)
澪標（みおつくし）は、大阪市に本社を置く日本の出版社。1996年創業。詩集・詩評論をはじめ、主に詩歌の書籍を手がけている。

## 主な出版物
- 雑誌
  - 「関西文学」（休刊） - 関西文學新人賞を発表
  - 「びーぐる：詩の海へ」（編集：高階杞一・細見和之・山田兼士・四元康祐）
    - 2008年創刊。2023年、第49号で終刊[1]（特集：追悼山田兼士）。

  - 「イリプス」
    - 「イリプスⅡnd」：2022年、37号で終刊。
    - 「イリプスⅢrd」：2022年創刊。

  - 「別冊關學文藝」

- 書籍
  - 細見和之詩集『家族の午後』（三好達治賞）
  - 細見和之詩集『ほとぼりが冷めるまで』(歴程賞)
  - 大野直子詩集『化け野』（日本詩人クラブ新人賞）
  - 高階杞一詩集『いつか別れの日のために』（三好達治賞）
  - 高階杞一詩集『千鶴さんの脚』（丸山薫賞)
  - 山口春樹詩集『象牙の塔の人々』(小野十三郎賞)
  - 佐相憲一詩集『もり』
  - 倉橋健一詩集『人がたり外伝　大阪人物往来』
  - 山田兼士詩集『孫の手詩集』『詩集ヒル・トップ・ホスピタル』
  - 有馬敲詩集『ほら吹き将軍』『新編 ほら吹き将軍』『もっと　光を』
  - 四元康祐詩集『現代ニッポン詩日記』『ホモサピエンス詩集 四元康祐翻訳集現代詩篇』
  - 大倉元詩集『祖谷（IYA）』
  - たかとう匡子詩集『新編 ヨシコが燃えた たかとう匡子詩集』
  - あたるしましょうご中島省吾（元関西ジャニーズJr.）詩集『入所待ち：元関西ジャニーズJr. の独白詩』
  - 高木敏克詩集『神撫（かんなで）』『詩集発光樹林帯』
  - 神山睦美詩集『戦争とは何か』『詩集日々、フェイスブック』

- 谷川俊太郎
  - 『谷川俊太郎《詩》を読む』（2004年）
  - 『ひとりひとりすっくと立って 谷川俊太郎・校歌詞集』山田兼士編
  - 『絵本』(2010年)
  - 『詩活の死活　この時代に詩を語るということ』谷川俊太郎,田原,山田兼士共著
  - 『谷川俊太郎詩を語る ― ダイアローグ・イン・大阪2000-2003』谷川俊太郎,田原,山田兼士共著